# Chalon-sur-Saône
Chalon-sur-Saône je mesto in občina v osrednji francoski regiji Burgundiji, podprefektura departmaja Saône-et-Loire. Leta 2010 je mesto imelo 50.110 prebivalcev.

## Geografija
Kraj leži v vzhodni Franciji ob reki Saoni 63 km severno od Mâcona, 70 km južno od Dijona.

## Administracija
Chalon-sur-Saône je sedež štirih kantonov:
- Kanton Chalon-sur-Saône-Center (del občine Chalon-sur-Saône),
- Kanton Chalon-sur-Saône-Jug (del občine Chalon-sur-Saône, občine La Charmée, Châtenoy-en-Bresse, Épervans, Lans, Lux, Marnay, Oslon, Saint-Loup-de-Varennes, Saint-Marcel, Saint-Rémy, Sevrey, Varennes-le-Grand),
- Kanton Chalon-sur-Saône-Sever (del občine Chalon-sur-Saône, občine Champforgeuil, Crissey, Farges-lès-Chalon, Fragnes, La Loyère, Sassenay, Virey-le-Grand),
- Kanton Chalon-sur-Saône-Zahod (del občine Chalon-sur-Saône, občina Châtenoy-le-Royal).

Mesto je prav tako sedež okrožja, v katerega so poleg njegovih vključeni še kantoni Buxy, Chagny, Givry, Mont-Saint-Vincent, Montceau-les-Mines-Jug/Sever, Montchanin, Saint-Germain-du-Plain, Saint-Martin-en-Bresse, Sennecey-le-Grand in Verdun-sur-le-Doubs s 198.688 prebivalci.

## Zanimivosti
Chalon-sur-Saône je na seznamu francoskih umetnostno-zgodovinskih mest.
- gotska katedrala sv. Vincenca (11. do 19. stoletje), sedež nekdanje škofije v Chalonu, ukinjene s konkordatom leta 1801,
- muzej fotografije; Chalon se kot »rojstno mesto« fotografije ponaša s starimi posnetki, v muzeju je prav tako ohranjenih več starejših kot tudi novejših kamer in drugih fotografskih pripomočkov. Po iznajditelju fotografije, Nicéphoru Niépceju (1767-1833) je poimenovan mestni licej.
- Chalon je prav tako rojstno mesto francoskega diplomata in arheologa Dominiquea Vivanta (1747-1825), ki je sodeloval pri ustanovitvi muzeja Louvre in bil njegov prvi direktor.

## Pobratena mesta
- Næstved (Danska),
- Novara (Italija),
- Solingen (Nemčija),
- St Helens (Anglija, Združeno kraljestvo).